# Eublefar tygrysi
Eublefar tygrysi, gekon tygrysi, eublefar lamparci (Eublepharis macularius) – gatunek jaszczurki z rodziny eublefarów (Eublepharidae).

## Opis
Nazwa łacińska Eublepharis macularius oznacza „plamisty o prawdziwych powiekach”. Gekon lamparci cechuje się ruchomymi powiekami. Na palcach posiada pazurki zamiast czepnych przylg, dlatego też nie potrafi wspinać się po gładkich powierzchniach, ale za to może znakomicie kopać i wspinać się po kamieniach. Ciało gekona pokryte jest drobnymi łuskami, spośród których wystają nieco większe, wypukłe. Najczęściej spotykanym umaszczeniem jest brązowe i brunatne z drobnymi cętkami na szarożółtym bądź kremowym tle. U niektórych osobników wzdłuż kręgosłupa spotkać można pozbawiony plamek jasny pas. Ogon gekona jest wyraźnie segmentowany, stanowi około połowy długości ciała. W sytuacji stresującej zwierzę potrafi go odrzucić (tzw. autotomia). Odrzucony ogon po czasie odrasta, jednak nie posiada już charakterystycznych żebrowań. Młode różnią się od dorosłych ubarwieniem. Są one ubarwione w szerokie, poprzeczne, brązowe pręgi. Z czasem, pręgi przeobrażają się w drobne cętki. Ubarwienie podobne do dorosłych przybierają po osiągnięciu kilkunastu centymetrów długości ciała. Istnieje mnóstwo odmian barwnych gekona lamparciego.

### Rozmiary
Gekon lamparci osiąga przeważnie długość 22–28 cm. Maksymalny rozmiar ciała osiąga po około 2–3 latach życia. Dorosłe gekony ważą około 60–100 gramów.

## Występowanie
Zamieszkuje tereny południowej Azji od Afganistanu i Pakistanu po północno-zachodnie prowincje Indii i Nepal; niepotwierdzone stwierdzenie ze wschodniego Iranu z początku XX wieku. Występuje głównie na pustyniach i półpustyniach w górach (do 2500 m n.p.m.).

## Pokarm
Eublepharis macularius są zwierzętami mięsożernymi. Odżywiają się głównie owadami i drobnymi kręgowcami. Podstawę ich diety stanowią świerszcze lub mącznik młynarek (Tenebrio molitor). Gekony te są doskonale przystosowane do długotrwałego niejedzenia pokarmu. Gromadzą one zapasy tłuszczu i wody w ogonie. Dobrze odżywiony osobnik potrafi bez uszczerbku na zdrowiu wytrzymać bez jedzenia nawet kilka miesięcy. W warunkach hodowlanych eublefara należy również suplementować wapniem oraz witaminami. Niedobory prowadzą do chorób układu kostnego.

## Zwyczaje

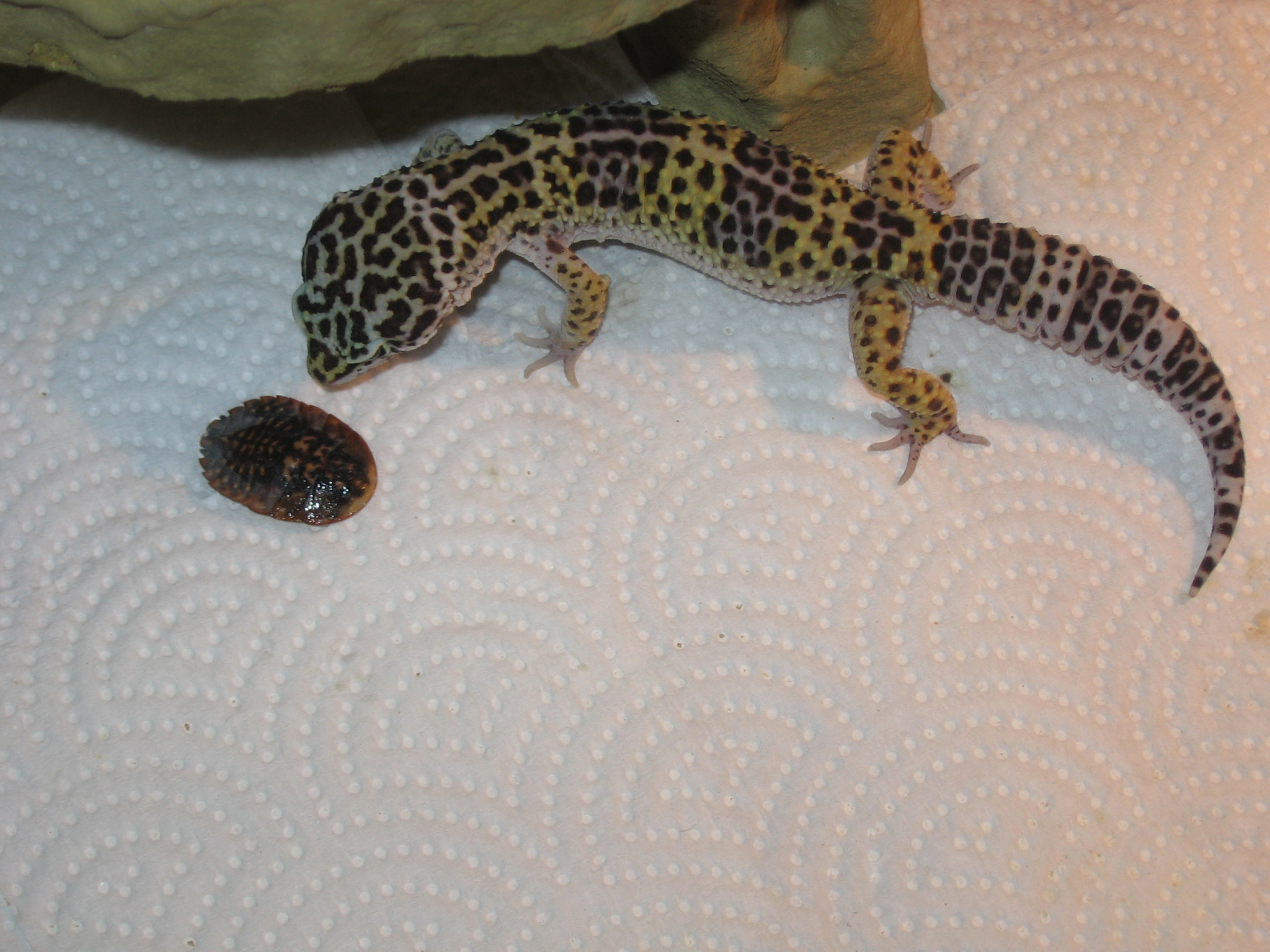
Samica polująca na owada

Nie jest pewne, czy są to zwierzęta stadne, czy też nie. Źródła akademickie podają, że te jaszczurki są zwierzętami stadnymi, żyjącymi w luźnych grupach. Przewodniki dla terrarystów podają jednak, że nie są to zwierzęta stadne. Wybitny hodowca gekonów lamparcich i autor kilkudziesięciu książek o hodowli gadów Philippe de Vosjoli uważa, że powielana często opinia, iż gady te na wolności prowadzą samotniczy tryb życia, nie jest oparta na faktach. Pewne natomiast jest, iż są to zwierzęta o silnie zaznaczonym terytorializmie. Samce bronią swojego terytorium (czasem nawet bardzo brutalnie) przed innymi samcami. „Lamparty” są zwierzętami nocnymi, o łagodnym usposobieniu. Dzień spędzają w kryjówkach, głównie w szczelinach skalnych. Żerują w nocy. Polujący gekon staje w bezruchu, rusza końcówką ogona, czekając, aż jego ofiara się poruszy – wtedy błyskawicznie atakuje.

## Rozmnażanie
Dojrzałość płciową osiągają w wieku około 10–11 miesięcy, przy długości ciała około 17–20 cm, waży wtedy około 40–45 gramów. Samice można dopuścić do samca dopiero po osiągnięciu przez nie wagi powyżej 50 g. Dymorfizm płciowy nie jest silnie zaznaczony. Samce nie różnią się zbytnio rozmiarem od samic. Są jedynie nieznacznie większe, posiadają nieco szersze głowy. U osobnika, który mierzy powyżej 10–12 cm płeć można określić na podstawie wyglądu okolicy narządów płciowych. U samców nasada ogona jest szersza i walcowata, od spodniej strony za kloaką znajdują się dwa półprącia, a na brzuchu, przed kloaką kilkanaście (14–18) porów preanalnych ułożonych w charakterystyczny sposób na kształt litery V. U samic w tylnej części kloaki po odchyleniu ogona widać ujścia jajowodów.
Płodność samic zależy od ich wieku, ich szczyt przypada w czwartym roku życia, a ostatnie jaja składają w wieku 11 lat. Po zapłodnieniu, jaja rozwijają się w organizmie samicy od 4 do 6 tygodni. Po tym czasie je składa – przeważnie 2 sztuki. Jaja są białe, posiadają owalny kształt. Młode po wylęgnięciu mierzą około 7–8 cm.
Oznaką zbliżającego się czasu znoszenia jaj jest zmniejszenie grubości ogona gekona. Istnieje możliwość złożenia niezapłodnionych jaj (przy braku kontaktu z samcem). Należy dokładnie obserwować gekona, gdyż może być on znacznie osłabiony.

## Terrarium
Terrarium dla jednego osobnika powinno wynosić minimum 60 × 40 × 40 cm. Oczywiście im więcej gekonów w terrarium, tym powierzchnia dna powinna być większa, wysokość 40 cm w zupełności jest wystarczająca. W terrarium powinny się znajdować kryjówki i jaskinie, w których gekon mógłby się schować. Jedna z kryjówek powinna być wilgotna – gekon będzie w niej przechodzić wylinkę. Można ją stworzyć, używając materiałów takich jak mech torfowy lub kokosowy, które dobrze utrzymują wilgoć. Zbiornik dla gekona może zostać wykonany ze szkła, płyty OSB i płyty meblowej, nie zapomnijmy o odpowiedniej wentylacji. Odpowiednia wilgotność w terrarium dla gekona lamparciego ma ogromne znaczenie dla ich zdrowia i samopoczucia. Zaleca się utrzymywać wilgotność na poziomie 40-50%. W okresach suchych lub gorących należy okresowo zraszać terrarium, aby utrzymać odpowiedni poziom wilgotności powietrza. Każde terrarium powinno posiadać tło strukturalne pozwalające wspinać się gekonom oraz odpoczywać na półkach skalnych. Z racji tego, że gekony te są zwierzętami nocnymi nie wymagają one żarówek UVB, co więcej ich zastosowanie może powodować oparzenia u niektórych odmian albinotycznych. Terrarium może być ogrzewane za pomocą żarówek lub mat/kabli grzewczych po wcześniejszym ich zabezpieczeniu, tak aby zwierzę nie poparzyło się.

## Odmiany hodowlane
Na skutek rozmnażania gekonów lamparcich przez hodowców, powstało wiele odmian, które nie występują w naturze. Odmiany powstały na skutek selekcjonowania osobników posiadających pożądane cechy. Obejmują one zarówno kolory, wzory i struktury na skórze gekona, niektóre również są związane z kolorem oczu. Do najpopularniejszych odmian należą:
- tangerine – skóra gekona jest pomarańczowa
- blizzard – skóra gekona jest jednolitego koloru – od białego do szarego
- super hypo – nie występują cętki
- diablo blanco – gekon jest koloru białego i ma czerwone oczy
- mack snow – zredukowany żółty kolor, gekona posiada bledsze kolory[9]